# Enrico Merengo

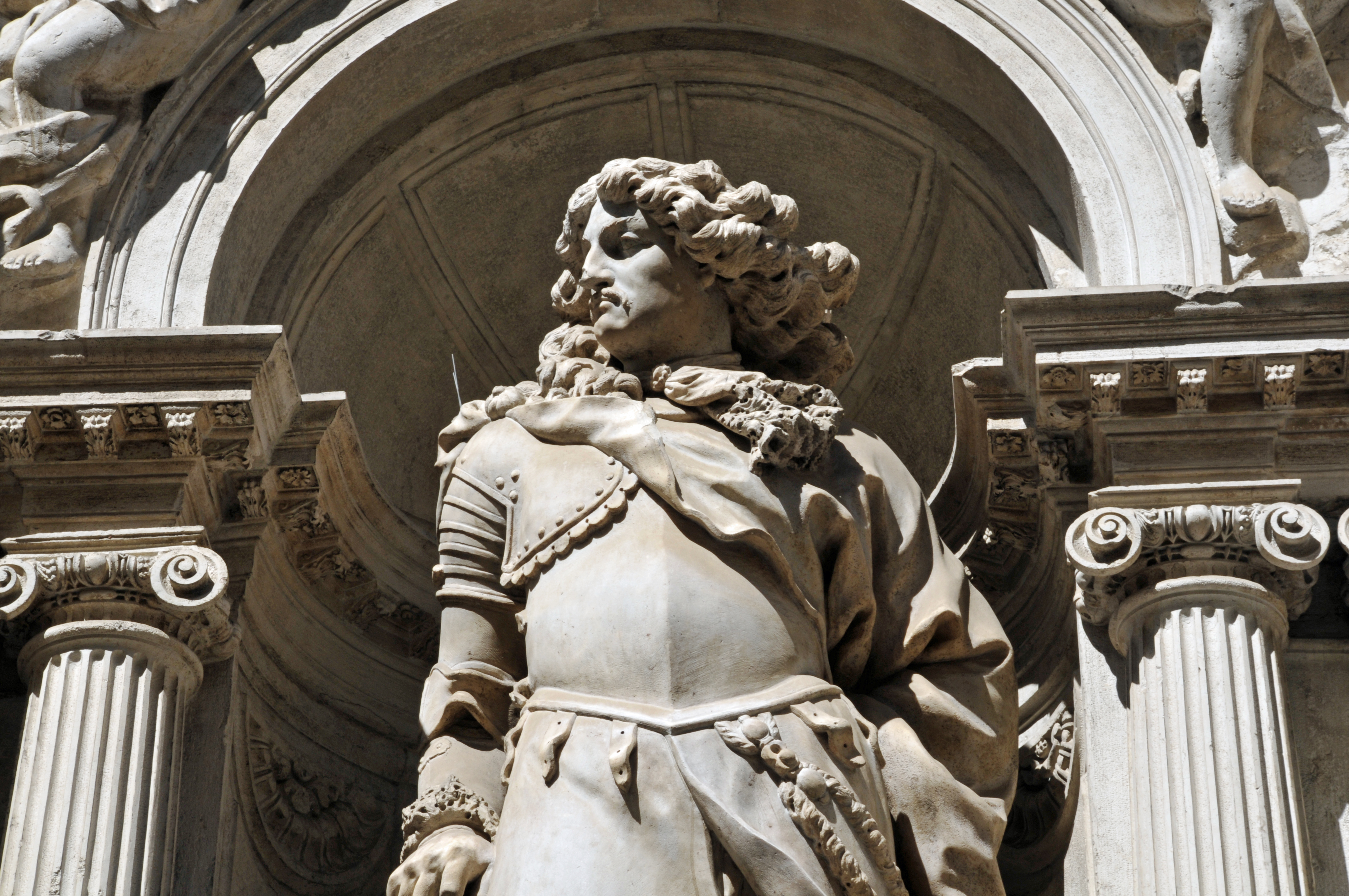
Statua di Francesco Barbaro sulla facciata della Chiesa di Santa Maria del Giglio a Venezia

Enrico Merengo, o Heinrich Meyring/Heinrich Meiering (Rheine, 1638/1639 – Venezia, 11 febbraio 1723), è stato uno scultore tedesco naturalizzato italiano.

## Biografia
Le sue origini sono abbastanza incerte. Nacque in una famiglia di scultori, probabilmente da Heinrich il Vecchio e da Stine Beckering. L'anno di nascita potrebbe essere il 1638-39, come si ricava da alcuni documenti coevi che ne riportano l'età («di Ani 34» nel 1672, «di anni 52» nel 1690, «d'anni 84 in circa» nell'atto di morte del 1723). Di recente, tuttavia, Rudolf Breuing ha individuato negli archivi un Heinrich Meyring nato nel 1628 e battezzato con lo stesso nome del padre: questa ipotesi anticipa quindi la data di nascita di circa dieci anni e farebbe il Merengo morto ultranovantenne; secondo Silvia Wolff, d'altra parte, Breuing si sarebbe confuso con un omonimo fratello primogenito, morto in giovane età.
Prima del 1672 lo scultore si trasferì a Venezia e il suo nome venne di conseguenza italianizzato (alternativamente Hendrich, Andric, Arrigo, Enrico, Henrico, Einrich e Megring, Mavierinch, Meyrinch, Meyringo). Una certa confusione insorse attorno alla sua nazionalità, visto che alcuni lo ritennero fiammingo, altri austriaco.
Quanto alla famiglia, sappiamo dell'esistenza di una sorella, Alheid (nata nel 1630), e di un fratello, Bernd (1631). A quest'ultimo andò il compito di condurre la bottega di scultura che il padre aveva avviato a Rheine. Di Heinrich il Vecchio e di Bernd ci sono pervenute diverse opere: se il primo mostra una certa abilità basata sui principî di equilibrio, l'altro risulta nel complesso meno capace, specialmente nella resa delle proporzioni.
Evidentemente, quindi, il Merengo si sarebbe formato nella bottega paterna, ma la sua formazione precedente al trasferimento a Venezia ci è del tutto sconosciuta. Una volta passato in Laguna potrebbe essere entrato in contatto con Giusto Le Court; lo confermerebbero non solo alcune vicinanze stilistiche, ma anche alcune coincidenze storiche: fu lui a concludere l'altare maggiore della chiesa delle Vergini, rimasto incompiuto dopo la morte dell'artista fiammingo, inoltre viveva nella parrocchia di San Felice dove l'altro teneva bottega.

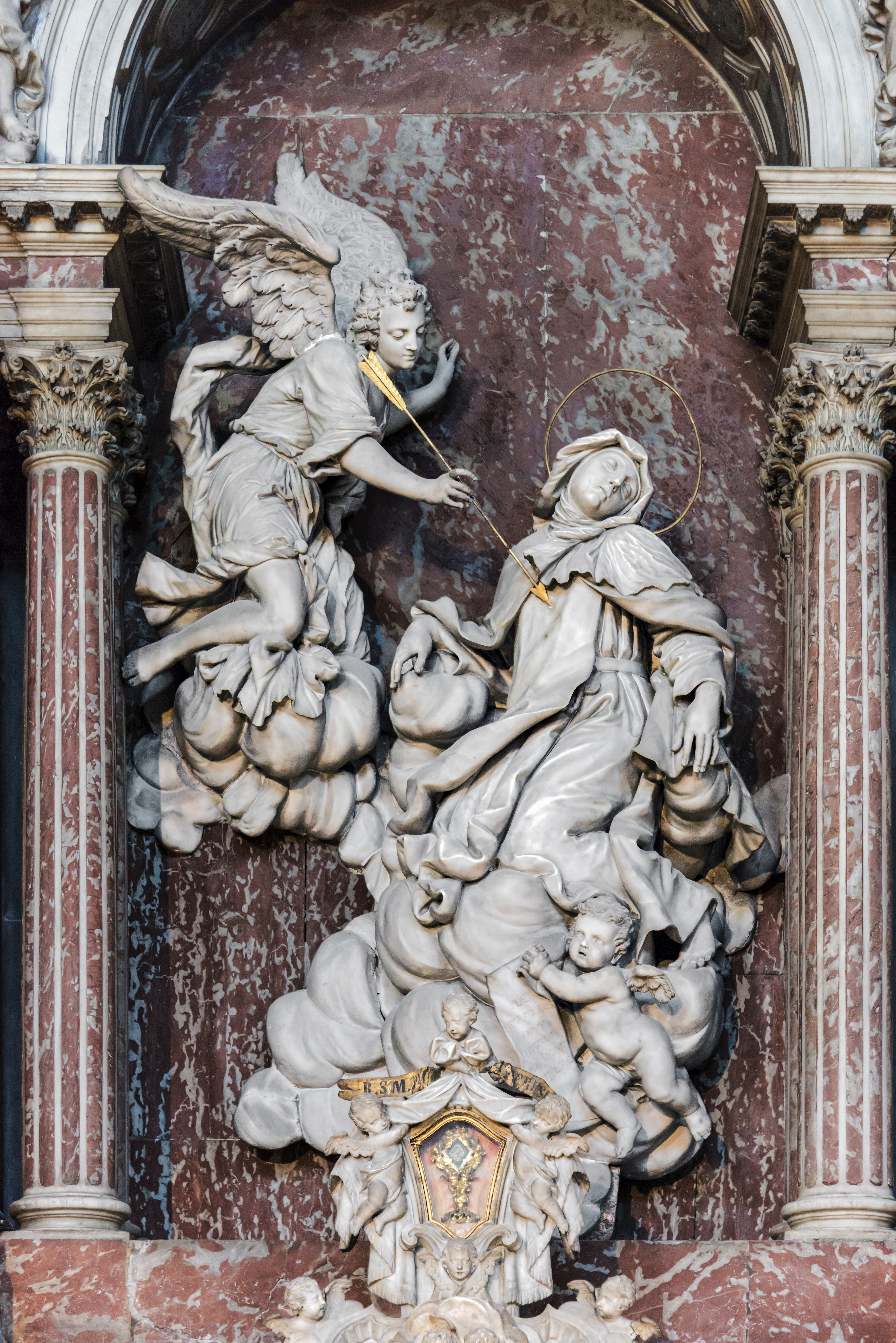
Estasi di Santa Teresa (Venezia, Chiesa di Santa Maria di Nazareth)

## Opere
- Busto in marmo del maresciallo Otto Wilhelm von Königsmarck,  comandante nella Guerra di Morea eretto nell'Arsenale.

Nelle chiese di Venezia:
- Chiesa di Santa Maria del Giglio: statue sulla facciata fra cui sono attribuite a lui le statue di Giovanni Maria, Marino, Francesco e Carlo Barbaro i fratelli di Antonio Barbaro committente dell'opera.
- Chiesa di San Cassiano: l'altar maggiore, ricco di marmi, con statue e rilievi[1].
- Chiesa di San Moisè: statue dell'altare maggiore.
- Chiesa di San Giovanni in Bragora: San Giovanni Evangelista e San Giovanni Elemosinario (1689).
- Chiesa di San Francesco della Vigna: statue nella cappella Sagredo.
- Scuola Grande di San Rocco.
- Chiesa di San Bartolomeo.
- Chiesa di San Nicolò al Lido, San Matteo.
- Chiesa di Santa Maria di Nazareth, Sacra Famiglia ed Estasi di Santa Teresa.

Altri luoghi:
- Scuola dell'Angelo a Venezia: statua dell'Angelo Custode sulla facciata.
- Villa Manin a Passariano: la cappella gentilizia[2].
- Villa Barbarigo a Valsanzibio di Galzignano Terme: fra le numerose statue del giardino diciotto vennero eseguite da Enrico Merengo e bottega, tra cui si ricordano la personificazione del Tempo, Endimione, Argo, Tifeo e Polifemo.
- Villa Pisani di Stra, alcune statue da giardino eseguite con aiuti.
- Chiesa parrocchiale di Barcola (Trieste), san Luca e san Matteo.
- Palazzo del Monte a Udine, sede della Cassa di Risparmio del Friuli-Venezia Giulia: Cappella di Santa Maria, Pietà.
- Padova, Basilica di Santa Giustina, Angelo sull'altare di Santa Felicita.
- Bassano del Grappa, Santa Maria in Colle, Madonna del Rosario.
- Miami, Vizcaya Museum and Gardens